# Concattedrale di Sant'Anastasia (Santa Severina)
La concattedrale di Sant'Anastasìa, nota anche come concattedrale di Santa Maria Maggiore, è il principale luogo di culto cattolico di Santa Severina, in Calabria, e concattedrale dell'arcidiocesi di Crotone-Santa Severina. La chiesa è posta sul lato settentrionale della piazza detta "Campo", dalla parte opposta a quella dove sorge l'entrata del castello, e forma un'unica struttura con il palazzo arcivescovile e il battistero bizantino del IX secolo.

## Storia
La cattedrale è stata eretta dall'arcivescovo Ruggero di Stefanuzia fra il 1274 ed il 1295. Della vecchia costruzione rimane l'antico portale. Il resto dell'intera facciata è stato completamente rifatto nel 1705. Nel primo decennio del secolo scorso l'arcivescovo Carmelo Pujia, avvalendosi dell'opera dell'architetto Giuseppe Pisanti e del pittore Cosma Sampietro, ha apportato notevoli modifiche all'aspetto della chiesa. Dal 1954 al 1962 tutte le immagini pittoriche sono state rivedute e restaurate dal pittore cuneese Giovanni Albesiano. Fino al 1986 è stata sede dell'arcidiocesi di Santa Severina, unita alla sede della diocesi di Crotone il 30 settembre 1986, con il decreto Instantibus votis, contestualmente la chiesa è divenuta concattedrale.

## Descrizione

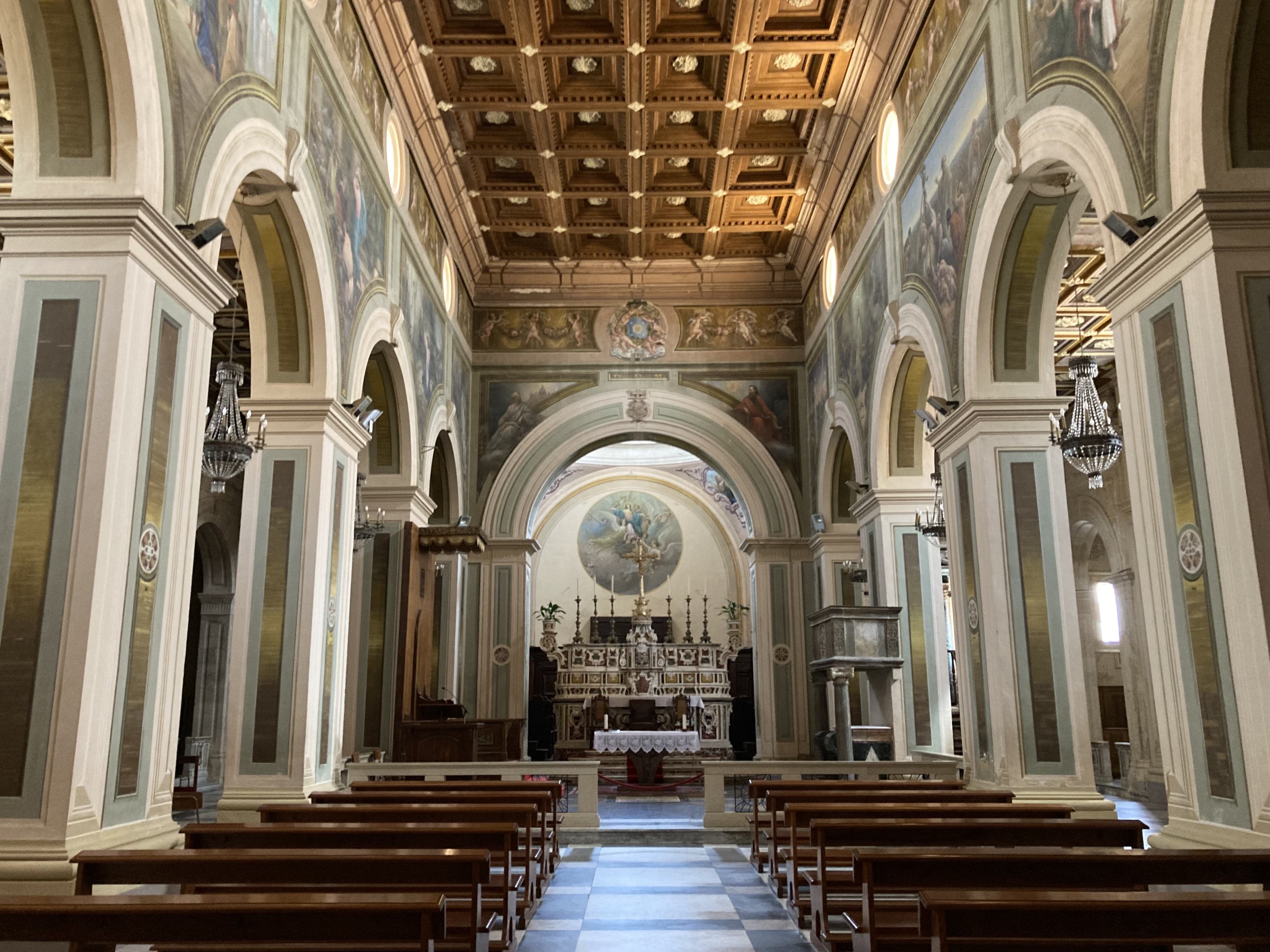
Interno

La chiesa presenta una pianta basilicale tradizionale a croce latina e a tre navate. Sul lato sinistro si erge un'imponente torre campanaria a base quadrata suddivisa in quattro livelli. La facciata è caratterizzata dal portale ad arco a sesto acuto con il timpano spezzato, al centro del quale compare lo stemma vescovile. Anche la finestra monofora che lo sovrasta presenta un timpano con la medesima mancanza del vertice superiore. Affiancano il portale lesene di ordine dorico e corinzio, delle nicchie e la trabeazione, che suddivide in due livelli la facciata.
L'interno è abbellito con le arcate che delimitano le tre navate e gli affreschi sui pilastri che le sorreggono. L'ambone è realizzato in marmi calabresi del XVII secolo con una tavoletta centrale marmorea raffigurante Gesù fra i Dottori.
Nella prima navata di destra si osserva un crocefisso del XV secolo. Nella stessa cappella del Crocefisso sono murate quattro lapidi provenienti dal muro nord della chiesa dell'Addolorata.
Il 7 gennaio 2018, nella Solennità del Battesimo del Signore, si è svolto il Gemellaggio Mariano tra la Confraternita della B.V. di Capocolonna, la Città di Santa Severina e la Concattedrale. Nell'occasione, sono stati donati dal Consiglio Direttivo del sodalizio al Parroco ed al Sindaco due quadri mariani, realizzati con la tecnica del carboncino.